# Aflatoxin

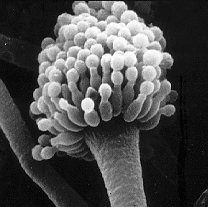
Aspergillus fumigatus zobrazený elektronovým mikroskopem

Strukturní vzorec aflatoxinu B1

Aflatoxiny jsou v přírodě běžná skupina mykotoxinů produkovaných řadou druhů plísní z rodu Aspergillus, zejména Aspergillus flavus a Aspergillus parasiticus. Aflatoxiny jsou toxické a patří mezi nejsilnější známé karcinogeny. V těle se metabolizují v játrech na reaktivní epoxidový meziprodukt, který se může vázat na guanin v DNA.

## Podmínky kontaminace
Plísně rodu Aspergillus, produkující aflatoxin, jsou běžné a široce rozšířené v přírodě. Mohou kolonizovat a kontaminovat obilí před sklizní a při skladování. Plodiny jsou zvláště náchylné na infekci plísněmi Aspergillus při dlouhé expozici vysoké vlhkosti vzduchu nebo při poškození náročnými podmínkami, například suchem, kdy jsou sníženy vstupní bariéry pro infekci.
Přirozeným místem výskytu plísní Aspergillus je půda, rozkládající se vegetace, seno a zrní podléhající mikrobiální zkáze. Plísně napadají všechny druhy organických substrátů, kdykoli jsou příznivé podmínky pro jejich růst. Mezi takové podmínky patří vysoká vlhkost a vyšší teplota.
Mezi plodiny, které jsou často napadeny plísněmi Aspergillus, patří obilniny (kukuřice, čirok, „černošské proso“, rýže, pšenice, …), olejniny (arašídy, sojové boby, slunečnice, bavlna, …), koření (chilli papričky, pepř černý, koriandr, kurkuma, zázvor) a ořechy (mandle, pistácie, vlašský ořech, kokos, para ořech).
Toxin lze často najít v mléce zvířat, která byla krmena kontaminovanou potravou.
Prakticky všechny zdroje komerčního arašídového másla obsahují stopová množství aflatoxinu, obvykle ale hluboko pod bezpečnou úrovní doporučenou americkým úřadem FDA.
FDA stanovuje akční úrovně pro aflatoxin přítomný v potravinách a krmivu, s cílem chránit zdraví lidí a zvířat.
Hladiny nesmí překročit následující úrovně:
| µg/kg (ppb) | Produkt                                                                                           |
| ----------- | ------------------------------------------------------------------------------------------------- |
| 0,5         | mléko (aflatoxin M1)                                                                              |
| 20          | potraviny                                                                                         |
| 20          | krmivo určené pro nedospělá zvířata a pro dojnice, anebo pokud není cíl znám                      |
| 100         | kukuřice a jiné zrní určené pro chovný skot, chovná prasata nebo pro dospělou drůbež              |
| 200         | kukuřice a jiné zrní určené pro jateční prasata o hmotnosti 100 liber nebo více                   |
| 300         | kukuřice a jiné zrní určené pro jateční skot a semeno bavlny určené pro skot, prasata nebo drůbež |